# Anthony Roberts (baloncestista)
Anthony Jerome Roberts (Chattanooga, Tennessee, 15 de abril de 1955-Tulsa, Oklahoma, 29 de marzo de 1998) fue un jugador de baloncesto estadounidense que jugó cinco temporadas en la NBA, además de hacerlo en la CBA. Con 1,96 metros de altura, lo hacía en la posición de escolta.

## Trayectoria deportiva

### Universidad
Jugó durante cuatro temporadas con los Golden Eagles de la Universidad Oral Roberts, en las que promedió 21,7 puntos y 7,4 rebotes por partido. En su última temporada anotó en sendos partidos 66 y 65 puntos respectivamente, situándose como el sexto mejor de la historia de la NCAA, y el que mayor anotación ha obtenido en un partido del NIT. Está incluido en el Salón de la Fama de la universidad.

### Profesional
Fue elegido en la vigésimo primera posición del Draft de la NBA de 1977 por Denver Nuggets, Allí completó una buena primera temporada, en la que promedió 9,5 puntos y 4,3 rebotes por partido. Pero tras la salida de Larry Brown del banquillo de los Nuggets, el nuevo entrenador, Donnie Walsh no contaba con él, siendo cortado poco después del comienzo de la temporada 1979-80.
Fichó al año siguiente por Washington Bullets, pero Gene Shue, su entrenador, le dio pocas opciones de juego. Apenas fue alineado en 26 partidos, en los que promedió 4,9 puntos y 2,6 rebotes. Tras esa nueva decepción, continuó su carrera en la CBA, jugando 3 temporadas en los Atlantic City Hi Rollers y los Wyoming Wildcatters. Mediada la temporada 1983-84 de la NBA fue llamado de nuevo por Denver Nuggets, ofreciéndole un contrato de 10 días, que finalmente fue renovado hasta el final de la campaña. Posteriormente regresaría a los Wildcatters, donde acabaría su carrera profesional.

## Estadísticas de su carrera en la NBA

### Temporada regular
| Temporada | Edad | Equipo             | Liga | P   | TIT | MIN  | TC  | TCA | %TC  | 3P  | 3PA | %3P  | TL  | TLA | %TL  | R.OF. | R.DEF. | REB | ASIS | ROB | TAP | PER | FP  | PTS |
| 1977-78   | 22   | Denver Nuggets     | NBA  | 82  |     | 19.5 | 3.8 | 9.0 | .423 |     |     |      | 1.9 | 2.6 | .722 | 1.6   | 2.6    | 4.3 | 1.3  | 0.5 | 0.1 | 1.4 | 2.6 | 9.5 |
| 1978-79   | 23   | Denver Nuggets     | NBA  | 63  |     | 19.6 | 3.3 | 7.9 | .424 |     |     |      | 1.2 | 1.7 | .691 | 1.7   | 2.4    | 4.1 | 1.7  | 0.3 | 0.0 | 1.0 | 2.3 | 7.9 |
| 1979-80   | 24   | Denver Nuggets     | NBA  | 23  |     | 21.1 | 3.0 | 7.9 | .381 | 0.0 | 0.0 | .000 | 1.7 | 2.6 | .650 | 2.3   | 2.4    | 4.7 | 0.9  | 0.6 | 0.1 | 1.2 | 2.3 | 7.7 |
| 1980-81   | 25   | Washington Bullets | NBA  | 26  |     | 13.5 | 2.1 | 5.5 | .375 | 0.0 | 0.0 |      | 0.7 | 1.1 | .655 | 0.7   | 1.9    | 2.6 | 0.8  | 0.4 | 0.0 | 1.1 | 2.0 | 4.9 |
| 1983-84   | 28   | Denver Nuggets     | NBA  | 19  | 0   | 10.4 | 1.8 | 4.8 | .374 | 0.0 | 0.0 |      | 0.7 | 0.9 | .722 | 1.1   | 1.6    | 2.7 | 0.7  | 0.3 | 0.1 | 0.9 | 2.3 | 4.3 |
| Total     |      |                    | NBA  | 213 | 0   | 18.2 | 3.2 | 7.7 | .412 | 0.0 | 0.0 | .000 | 1.4 | 2.0 | .699 | 1.6   | 2.4    | 3.9 | 1.2  | 0.4 | 0.1 | 1.2 | 2.4 | 7.8 |

### Playoffs
| Temporada | Edad | Equipo         | Liga | P  | MIN | TCA | TC  | 3PA | 3P | TLA | TL | R.OF. | REB | ASIS | ROB | TAP | PER | FP | PTS | %TC  | %3P | %FT  | MIN  | PTS  | REB | AST |
| 1977-78   | 22   | Denver Nuggets | NBA  | 13 | 400 | 86  | 199 |     |    | 40  | 50 | 45    | 108 | 30   | 11  | 6   | 27  | 57 | 212 | .432 |     | .800 | 30.8 | 16.3 | 8.3 | 2.3 |
| 1978-79   | 23   | Denver Nuggets | NBA  | 3  | 80  | 13  | 33  |     |    | 7   | 11 | 5     | 13  | 6    | 2   | 1   | 3   | 9  | 33  | .394 |     | .636 | 26.7 | 11.0 | 4.3 | 2.0 |
| Total     |      |                | NBA  | 16 | 480 | 99  | 232 |     |    | 47  | 61 | 50    | 121 | 36   | 13  | 7   | 30  | 66 | 245 | .427 |     | .770 | 30.0 | 15.3 | 7.6 | 2.3 |

## Fallecimiento
Roberts falleció en Tulsa, Oklahoma, el 29 de marzo de 1998, a la edad de 42 años, tras recibir un disparo.